# Peter Markham
Peter Markham ist ein aus Großbritannien stammender Dozent, Filmregisseur und Autor. Er war von 2010 bis 2018 Leiter des AFI Conservatory in Los Angeles.

## Leben
Nach Abschluss seines Theater- und Englischstudiums an der University of Hull arbeitete Markham in unterschiedlichen Sparten in der britischen Filmindustrie.
Ab 1990 war er gelegentlich Assistent von Anthony Minghella, mit dem er in Hull studiert hatte, und der ihn 1996 als Second Unit Director für seinen Film Der englische Patient engagierte.
1992 drehte er zusammen mit dem Theaterregisseur John Burgess für die BBC eine Fernsehfassung von Black Poppies in der Inszenierung von Burgess für das RNT, das die Erlebnisse schwarzer britischer Soldaten im Zweiten Weltkrieg zum Thema hat.
1993 drehte er für die BBC-Serie Screen Two mit The Cormorant seinen ersten und einzigen Spielfilm. Der Film mit Ralph Fiennes in der Hauptrolle wurde mit zwei Welsh BAFTA-Awards ausgezeichnet.
2002 engagierte ihn Martin Scorsese als Second Unit Director für seinen Spielfilm Gangs of New York.
Ab 2003 unterrichtete er als Senior Lecturer am American Film Institute (AFI) in Los Angeles das Fach Filmregie, von 2010 bis 2018 war er Leiter des AFI Conservatory. Nach seinem Ausscheiden aus dem AFI gibt Markham Workshops bzw. unterrichtet Masterklassen an internationalen Filmhochschulen.
Peter Markham ist mit der Modedesignerin Barbara Tfank verheiratet und wohnt in West Hollywood, Kalifornien.

## Schriften
- What’s the Story? The Director Meets Their Screenplay. An Essential Guide for Directors and Writer-Directors. Taylor & Francis Grou, 2020. ISBN 978-0-367-41587-7
- The Art of the Filmmaker: The Practical Aesthetics of the Screen. Oxford Univ. Press, Oxford,  2023. ISBN 978-0-19763153-9